# Anna Louisa Walker
Anna Louisa Walker (ur. 23 czerwca 1836 w Staffordshire, zm. 7 lipca 1907 w Bath, w hrabstwie Somerset) – poetka angielska i kanadyjska.

## Życie i twórczość
Anna Louisa Walker urodziła się w Anglii jako córka Roberta i Anny Walkerów, ale około 1853 roku wyjechała z rodzicami do Kanady, będącej wtedy kolonią brytyjską, żeby tam spędzić około dziesięciu lat. Razem z siostrami, Frances i Isabellą, założyła szkołę dla dziewcząt, ale ich po śmierci była zmuszona ją zamknąć. W 1884 autorka wyszła za mąż za bogatego przedsiębiorcę z branży chemicznej, Harry'ego Coghilla. Publikowała również pod jego nazwiskiem. Pisała poezje i powieści (A Canadian heroine, 1873; Hollywood, 1875; Against her will, 1877; Lady's Holm, 1878; Two rival lovers, 1881). Wydała między innymi tom wierszy Oak and Maple (Dąb i klon).